# Michelle Clément-Mainard
Michelle Clément-Mainard, née Mainard le 6 décembre 1925 à Saint-Maixent-l'École dans le département des Deux-Sèvres, morte le 11 janvier 2015 à Niort, est une institutrice et écrivaine française, auteur de romans historiques de terroir.

## Biographie
Après une formation professionnelle, elle est institutrice en Vendée. À la retraite, elle retourne vivre à Azay-le-Brûlé dans la maison campagnarde de ses grands-parents. Elle est l’épouse (veuve) de Michel Clément, artiste-peintre; elle est mère et grand-mère.
Une fois à la retraite, Michelle Clément-Mainard trouve le temps d’écrire des romans historiques du terroir. Son premier livre La Fourche à loup de Marie Therville (1985) raconte l’histoire romancée de son ancêtre. Le titre a été inspiré par une fourche à loup, gardée par sa sœur Jacqueline Gay, qui est aussi écrivaine, auteure de textes en patois.
Partant des personnages historiques, dont elle a consulté les descendants et sur lesquelles elle a fait des recherches approfondies d’archives, Michelle Clément-Mainart a écrit sept romans, représentant trois chroniques villageoises bien documentées,.
Tous ses livres sont publiés en Livre de Poche.

## Prix et récompenses
- Prix de la Corne d'Or limousine 1986 pour La Fourche à loup.
- Prix Animal et Nature des Caisses d'Épargne Écureuil 1987 et Prix Eugène Le Roy du Ministère de l'Agriculture 1987 pour La Foire aux mules[6].

## Œuvre
- Cycle Marie Therville (fermière poitevine au 19e siècle)
  - 1985 La Fourche à loup (titre complet: La Fourche à loup de Marie Therville), Éditions Mazarine
  - 1986 La Foire aux mules, Éditions Mazarine
  - 2000 Marie-Mai, Éditions Fayard
- Cycle Jean Lotte (soldat poitevin partant pour la Campagne de Russie de 1812)
  - 1989 Les Sabots de la liberté, Éditions Payot
  - 1991 L'Empreinte des sabots, Éditions Payot
- Cycle Michel-Jammoneau (Les galères, l’émigration au Québec)
  - 1993 La Grande Rivière, Éditions Fayard
  - 1997 La Rose du fleuve, Éditions Fayard